# Edykt przeciw Buchrynkowi
Edykt przeciw Buchrynkowi – polski średniowieczny utwór literacki w języku łacińskim, przypisywany Stanisławowi Ciołkowi.
Utwór skierowany jest przeciwko Mikołajowi Buchrinkowi z Szadka, notariuszowi kancelarii królewskiej w latach 1413–1420, który sprzyjał husytyzmowi.
Tekst składa się z dwóch części. Pierwsza, prozatorska część, zaczynająca się od incipitu Res publica que malicie…, jest parodią urzędowego edyktu. Druga część, zaczynająca się od słów Inflata mente Buchrink…, ma formę krótkiego wiersza ośmieszającego głównie wygląd Buchrinka.
Kopia edyktu i wiersza z 2. połowy XV w. przechowywania jest w bibliotece uniwersytetu w Pradze, zaś w kopia samego wiersza, również z tego samego czasu, w Bibliotece Kórnickiej.